# Komuna e Barbullushit
Komuna e Barbullushit är en kommun i Albanien.   Den ligger i prefekturen Qarku i Shkodrës, i den norra delen av landet, 70 km norr om huvudstaden Tirana.
Omgivningarna runt Komuna e Barbullushit är en mosaik av jordbruksmark och naturlig växtlighet.  Runt Komuna e Barbullushit är det ganska tätbefolkat, med 139 invånare per kvadratkilometer.